# Sclerophilacris
Sclerophilacris is een geslacht van rechtvleugeligen uit de familie veldsprinkhanen (Acrididae). De wetenschappelijke naam van dit geslacht is voor het eerst geldig gepubliceerd in 1976 door Descamps.

## Soorten
Het geslacht Sclerophilacris omvat de volgende soorten:
- Sclerophilacris corticola Descamps, 1976
- Sclerophilacris tabatingana Amédégnato, 1985